# Список об'єктів Світової спадщини ЮНЕСКО в Кот-д'Івуарі
Список об'єктів Світової спадщини ЮНЕСКО у Кот-д'Івуарі станом на 2018 рік налічує 4 об'єкти, що становить приблизно 0,4 % загальної кількості об'єктів Світової спадщини у світі (1017 станом на 2017 рік).
3 пам'ятки Світової спадщини належать до об'єктів природного і 1 — до об'єктів культурного типу. Кот-д'Івуар ратифікував Конвенцію ЮНЕСКО про охорону всесвітньої культурної і природної спадщини 9 січня 1981 року. Того ж року, на 5-й сесії Комітету Світової спадщини ЮНЕСКО, до переліку об'єктів Світової спадщини увійшла перша пам'ятка з Кот-д'Івуару. Наділі список об'єктів Світової спадщини у Кот-д'Івуарі поповнювався 1982, 1983 та 2012 року.
2 з 4 об'єктів Світової спадщини у Кот-д'Івуарі під назвами Природний резерват Мон-Німба та Національний парк Комое внесені до списку об'єктів Світової спадщини, що перебувають під загрозою знищення у 1992 та 2003 роках відповідно.

## Пояснення до списку
У таблицях нижче об'єкти розташовані у хронологічному порядку їх додавання до списку Світової спадщини ЮНЕСКО.
Кольорами у списку позначено:

## Розташування об'єктів
| Мон-Німба Таї Комое Ґран-Басамclass=notpageimage\| Об'єкти Світової спадщини ЮНЕСКО на мапі Кот-д'Івуару |

## Список
У даному списку подано перелік об'єктів Світової спадщини ЮНЕСКО у Кот-д'Івуарі в хронологічному порядку їх додавання до списку.
| № | Зображення | Назва                                                                        | Розташування                                | Час створення   | Рік внесення до списку                       | №                                                   | Критерії |
| - | ---------- | ---------------------------------------------------------------------------- | ------------------------------------------- | --------------- | -------------------------------------------- | --------------------------------------------------- | -------- |
| 1 |            | Природний резерват Мон-Німба (фр. Réserve naturelle intégrale du mont Nimba) | Область Діз-Юіт Монтань (спільно з Гвінеєю) | 1944            | 1981 (розширений 1982) (під загрозою з 1992) | 155 [Архівовано 24 грудня 2018 у Wayback Machine.]  | ix, x    |
| 2 |            | Національний парк Таї (фр. Parc national de Taï)                             | Області Ба-Сассандра, Муаєн-Кавелі          | 1972            | 1982                                         | 195 [Архівовано 24 грудня 2018 у Wayback Machine.]  | vii, x   |
| 3 |            | Національний парк Комое (фр. Parc national de la Comoé)                      | Області Занзан, Саван                       | 1968            | 1983 (під загрозою з 2003)                   | 227 [Архівовано 24 грудня 2018 у Wayback Machine.]  | ix, x    |
| 4 |            | Історичне місто Ґран-Басам (фр. Ville historique de Grand-Bassam)            | Область Сюд-Комое                           | XIX—XX століття | 2012                                         | 1322 [Архівовано 24 грудня 2018 у Wayback Machine.] | iii, iv  |

## Розташування кандидатів
| Іль-Ехотіле Агуакроclass=notpageimage\| Кандидати на входження до списку Світової спадщини ЮНЕСКО на мапі Кот-д'Івуару |

## Попередній список
Попередній список — це перелік важливих культурних і природних об'єктів, що пропонуються включити до Списку всесвітньої спадщини. Станом на 2013 рік урядом Кот-д'Івуарі запропоновано внести до переліку об'єктів Світової спадщини ЮНЕСКО ще 3 об'єкти. Їхній повний перелік наведено у таблиці нижче.
| № | Зображення | Назва | Розташування      | Час створення    | Рік внесення до списку | №                                                      | Критерії           |
| - | ---------- | --- | ----------------- | ---------------- | ---------------------- | ------------------------------------------------------ | ------------------ |
| 1 |            | Національний парк Іль-Ехотіле (фр. Parc national des Iles Ehotilé)                                               | Область Сюд-Комое | 1974             | 2006                   | 2099 [Архівовано 22 лютого 2013 у Wayback Machine.]    | природний критерій |
| 2 |            | Археологічний парк Агуакро (фр. Parc archéologique d'Ahouakro)                                                   | Область Лаґюн     | —                | 2006                   | 2099 [Архівовано 22 лютого 2013 у Wayback Machine.]    | iii, vi, vii       |
| 3 |            | Мечеті суданського стилю півночі Кот-д'Івуару (фр. Mosquées de style soudanais du Nord ivoirien (site en série)) | Область Саван     | XVII—XX століття | 2006                   | 5088 [Архівовано 23 листопада 2010 у Wayback Machine.] | ii, iv             |